# 內政部國土測繪中心
內政部國土測繪中心（簡稱國土測繪中心）是中華民國內政部四級機關，主管業務包含測繪方案、測繪法令及測量基準之研擬、基本測量之執行及成果管理維護、衛星基準站即時定位系統之規劃、建置、營運及管理維護、全國性地籍測量、地形測量、海洋測量之執行及成果管理維護、國土測繪資料庫之規劃、建置、管理維護及整合流通及其他有關國土測繪事項等。

## 沿革

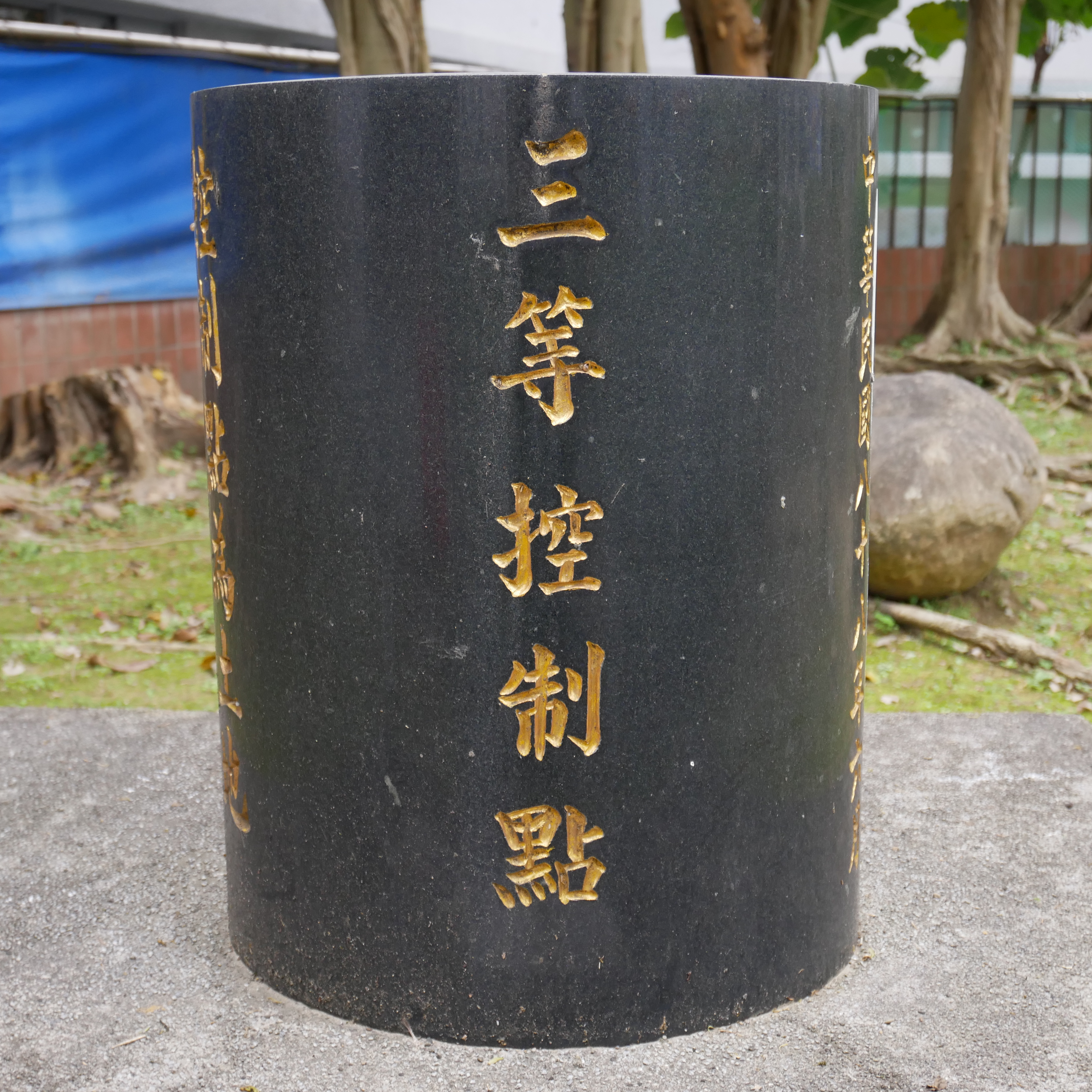
臺灣省政府地政處土地測量局所設三等控制點

- 1945年中華民國接管臺灣後，臺灣省行政長官公署推行土地政策，成立「臺灣省行政長官公署民政處地政局」。
- 1947年2月，設立「臺灣省行政長官公署民政處地政局荒地勘測總隊」，為創設測量機關之始。5月16日隨臺灣省行政長官公署改組為臺灣省政府，更名為「臺灣省政府民政廳地政局荒地勘測總隊」。
- 1953年臺灣推行耕者有其田政策，為配合土地政策之實施，更名為「臺灣省政府民政廳地政局測量總隊」。
- 1963年2月1日，配合地政局組織改制，更名為「臺灣省地政局測量總隊」。
- 1979年7月1日，臺灣省地政局升格為省府二級機關，更名為「臺灣省地政處」，隔年6月26日更名為「臺灣省政府地政處」，測量總隊更名為「臺灣省政府地政處測量總隊」。
- 1992年7月3日，再升格為「臺灣省政府地政處土地測量局」，設二組五室及十個測量隊。
- 1999年7月1日，配合台灣省政府功能業務與組織調整，改隸內政部，配合更名為「內政部土地測量局」。
- 2007年11月16日，改組為「內政部國土測繪中心」。

## 歷任首長
| 任別 | 姓名   | 就職時間     | 卸任時間 |
| ---- | ------ | ------------ | -------- |
| 1    | 鄭彩堂 | 2021年9月6日 | 現任     |

## 組織
- 主任
  - 副主任
    - 簡任技正

### 行政單位
- 秘書室
- 人事室
- 會計室
- 政風室
- 基本測量及企劃科
- 地籍測量科
- 基本圖資測製科
- 應用圖資測製科
- 圖資供應管理科
- 圖資應用推廣科

### 測量隊
- 北區第一測量隊
- 北區第二測量隊
- 中區測量隊
- 南區第一測量隊
- 南區第二測量隊
- 東區測量隊

## 相關法令
- 《國土測繪法》
- 《實施耕者有其田條例》
- 《地籍清理條例》
- 《平均地權條例》

## 外部連結
- 內政部國土測繪中心 （繁體中文）（英文）
- 內政部國土測繪中心在Flickr上的页面
- YouTube上的內政部國土測繪中心頻道